# 2713 Луксембург
2713 Луксембург (2713 Luxembourg) је астероид главног астероидног појаса чија средња удаљеност од Сунца износи 2,854 астрономских јединица (АЈ).
Апсолутна магнитуда астероида је 11,5.